# Nitai
Nitai és un riu de l'estat de Meghalaya, Índia, a les muntanyes Garo. Neix a la branca anomenada muntanyes Tura i corre en sentit sud fins que desaigua al riu Kans o Kanks a Bangladesh.